# Canton de Villefranche-de-Lauragais
Pour les articles homonymes, voir Canton de Villefranche.
Le canton de Villefranche-de-Lauragais est une ancienne division administrative française de l’arrondissement français de Toulouse, située dans le département de la Haute-Garonne et la région Midi-Pyrénées et faisait partie de la Dixième circonscription de la Haute-Garonne.

## Histoire
Le canton faisait partie de l'ancien arrondissement de Villefranche-de-Lauragais. Il est intégré en mars 2015 au canton de Revel.

## Composition
Le canton de Villefranche-de-Lauragais regroupait 21 communes et comptait 13 487 habitants (population municipale) au 1er janvier 2010.
| Nom                                   | Code Insee | Codepostal | Superficie (km2) | Population (dernière pop. légale) | Densité (hab./km2) |
| ------------------------------------- | ---------- | ---------- | ---------------- | --------------------------------- | ------------------ |
| Villefranche-de-Lauragais (chef-lieu) | 31582      | 31290      | 10,35            | 4 188 (2012)                      | 405                |
| Cessales                              | 31137      | 31290      | 3,34             | 138 (2012)                        | 41                 |
| Mauremont                             | 31328      | 31290      | 5,63             | 323 (2012)                        | 57                 |
| Renneville                            | 31450      | 31290      | 8,42             | 520 (2012)                        | 62                 |
| Trébons-sur-la-Grasse                 | 31560      | 31290      | 10,87            | 442 (2012)                        | 41                 |
| Vallègue                              | 31566      | 31290      | 4,18             | 529 (2012)                        | 127                |
| Montgaillard-Lauragais                | 31377      | 31290      | 11,12            | 642 (2012)                        | 58                 |
| Montesquieu-Lauragais                 | 31374      | 31450      | 24,75            | 922 (2012)                        | 37                 |
| Villenouvelle                         | 31589      | 31290      | 7,95             | 1 373 (2012)                      | 173                |
| Gardouch                              | 31210      | 31290      | 16,31            | 1 290 (2012)                      | 79                 |
| Avignonet-Lauragais                   | 31037      | 31290      | 40,66            | 1 399 (2012)                      | 34                 |
| Vieillevigne                          | 31576      | 31290      | 3,14             | 296 (2012)                        | 94                 |
| Lux                                   | 31310      | 31290      | 7,59             | 355 (2012)                        | 47                 |
| Beauteville                           | 31054      | 31290      | 4,49             | 184 (2012)                        | 41                 |
| Montclar-Lauragais                    | 31368      | 31290      | 3,62             | 204 (2012)                        | 56                 |
| Saint-Vincent                         | 31519      | 31290      | 3,07             | 182 (2012)                        | 59                 |
| Rieumajou                             | 31453      | 31290      | 3,77             | 141 (2012)                        | 37                 |
| Folcarde                              | 31185      | 31290      | 2,33             | 129 (2012)                        | 55                 |
| Saint-Germier                         | 31485      | 31290      | 3,74             | 102 (2012)                        | 27                 |
| Saint-Rome                            | 31514      | 31290      | 3,63             | 55 (2012)                         | 15                 |
| Lagarde                               | 31262      | 31290      | 11,69            | 352 (2012)                        | 30                 |

## Démographie
| 1962  | 1968  | 1975  | 1982  | 1990  | 1999   | 2006   | 2011   | 2012   |
| ----- | ----- | ----- | ----- | ----- | ------ | ------ | ------ | ------ |
| 7 986 | 7 997 | 8 051 | 8 606 | 9 591 | 10 381 | 12 489 | 13 617 | 13 766 |

## Administration

### Conseillers généraux de 1833 à 2015
| Période        | Période          | Identité                                         | Étiquette    | Qualité |
| -------------- | ---------------- | ------------------------------------------------ | ------------ | --- |
| 1833           | 1845             | Jean-François-Marie-Thérèse Manent               | Royaliste    | Maire de Renneville |
| 1845           | 1864             | Jean-Pierre Fauré                                | DVD          | Avocat, juge suppléant à Villefranche de Lauragais |
| 1864           | 1871             | Marquis Eugène d'Hautpoul                        | Royaliste    | maire de Seyre |
| 1871           | 1880             | Félix Manent                                     | DVG          | Maire de Renneville |
| 1880           | 1889 (décès)     | Jean Jules Godefroy Calès                        | Rad.         | Maire et député (1885-1889) de Villefranche de Lauragais |
| 1889           | 1904             | Albert-Godefroy-Victor Calès (fils du précédent) | Rad.         | Maire de Villefranche de Lauragais et de Renneville secrétaire général de la préfecture du Lot                                                                                    |
| 1904           | 1907 (décès)     | Edmond Cazes                                     | Rad.         | Avocat Député (1876-1877, 1878-1885 et 1889-1906) Sénateur (1906-1907) et maire de Toutens                                                                                        |
| 1907           | 1914 (démission) | Albert-Godefroy-Victor Calès                     | DVD          | Percepteur à Villefranche de Lauragais Nommé percepteur à Dammartin-en-Goële (Seine-et-Marne) en 1914                                                                             |
| 1914           | 1926 (décès)     | Pierre Bélinguier                                | DVG          | Maire de Villefranche de Lauragais |
| 1926           | 1934 (démission) | Ernest Cacha (né en 1888)                        | Rad.         | Notaire, conseiller municipal et ancien maire (1926-1929) de Villefranche de Lauragais                                                                                            |
| janvier 1934   | octobre 1934     | André Alary                                      | Rad.         | |
| 7 octobre 1934 | 1940             | Jacques Cazaban                                  | Rad.         | Propriétaire à Villefranche de Lauragais, conseiller d'arrondissement |
|                |                  |                                                  |              | |
| 1945           | 1949             | Hubert Berseille (1904-1989)                     | SFIO         | Instituteur à Villefranche-de-Lauragais |
| 1949           | 1961             | Georges Turines                                  | RGR          | Directeur de cours complémentaire, ancien conseiller d'arrondissement Président de la délégation spéciale, puis maire (1945-1965) de Villefranche-de-Lauragais Député (1951-1956) |
| 1961           | 1967             | Roger Alias                                      | DVD app.UNR  | Notaire, Maire de Villefranche-de-Lauragais (1965-1971), suppléant du député Jacques Douzans (1967-1973)                                                                          |
| 1967           | 2015             | Pierre Izard                                     | SFIO puis PS | Médecin Président du Conseil Général (1988-2015) Maire de Villefranche-de-Lauragais (1971-2001)                                                                                   |

### Conseillers d'arrondissement (de 1833 à 1940)
Le canton de Villefranche avait deux conseillers d'arrondissement.
Il appartenait à l'arrondissement de Villefranche-de-Lauragais jusqu'à sa disparition en 1926.
| Période                                  | Période        | Identité                              | Étiquette    | Qualité |
| ---------------------------------------- | -------------- | ------------------------------------- | ------------ | --- |
| 1833                                     | 1836           | M. Desbœuf                            |              | Propriétaire à Villefranche                                                                                 |
| 1833                                     | 1848           | Jacques Jean Solier                   |              | Capitaine retraité, maire de Montesquieu                                                                    |
| 1836                                     | 1848           | Saturnin Jean Marie Maximilien Raffit |              | Notaire à Villefranche                                                                                      |
|                                          |                |                                       |              | |
| 1877                                     | 1883           | Jean Michel Cazeneuve                 |              | Propriétaire, maire de Villenouvelle                                                                        |
| 1877                                     | 1883           | Hyacinthe Gringaut                    |              | Avoué à Villefranche                                                                                        |
| 1883                                     |                | M. Cazala                             | Républicain  | Propriétaire, maire de Gardouch                                                                             |
| 1883                                     | 1895           | M. Gaillard                           | Conservateur | |
| 1895                                     |                | M. Peyrat                             | Républicain  | Docteur-médecin à Villefranche                                                                              |
|                                          |                | M. Rouquet                            | Radical      | |
|                                          | 1907           | Félix-François Castagné               | Radical      | Maire de Vallègue                                                                                           |
| 1907                                     |                | Louis Dubois                          | Radical      | |
| 1907                                     |                | Étienne Bélinguier                    | Radical      | Négociant à Aigues                                                                                          |
|                                          |                |                                       |              | |
| 1919                                     | 7 octobre 1934 | Jacques Cazaban                       | Radical      | Propriétaire à Villefranche-de-Lauragais                                                                    |
| 17 décembre 1934                         | 1937           | Gaston Alary                          | Radical      | |
| 1919                                     | 1940           | Marius Bressoles                      | Radical      | Professeur d'hygiène animale, vétérinaire départemental, maire de Villenouvelle                             |
| 1937                                     | 1940           | Georges Turines                       | Radical      | Directeur de cours complémentaire à Villefranche-de-Lauragais                                               |
| 1940                                     |                |                                       |              | Les conseils d'arrondissement ont été suspendus par la loi du 12 octobre 1940 et n'ont jamais été réactivés |
| Les données manquantes sont à compléter. |                |                                       |              | |

## Élection cantonale de 1961
Georges Turines est le conseiller général sortant, maire du chef-lieu, il a face à lui, Marcel Broqua (SFIO), maire de Saint-Vincent, Léon Oustric (PCF), maire de Montgaillard-Lauragais et Roger Alias (apparenté UDR), notaire à Villefranche. Il est battu par ce dernier au second tour dans le cadre d'une quadrangulaire.
| Candidats                           | Candidats                 | Étiquette | Premier tour | Premier tour | Second tour | Second tour |
| Candidats                           | Candidats                 | Étiquette | Voix         | %            | Voix        | %           |
| ----------------------------------- | ------------------------- | --------- | ------------ | ------------ | ----------- | ----------- |
|                                     | Georges Turines (sortant) | RGR-PR    | 1 206        | 32,42        | 1 351       | 32,61       |
|                                     | Roger Alias               | App UNR   | 1086         | 29,20        | 1 446       | 34,90       |
|                                     | Marcel Broqua             | SFIO      | 945          | 25,20        | 1041        | 25,12       |
|                                     | Léon Oustric              | PCF       | 482          | 12,96        | 305         | 7,36        |
| Sources : Archives Départementales. |                           |           |              |              |             |             |

## Élection cantonale de 1973
Pierre Izard élu pour la première fois en 1967, et élu maire de Villefranche-de-Lauragais en 1971 face à Roger Alias (conseiller général de 1961 à 1967), fait face à Jean Ramade (App UDR) et à Pierre Caumont (PCF), il est largement réélu avec 70,42 % au premier tour (il réalise 71,71 % à Villefranche).
| Candidats | Candidats              | Étiquette | Premier tour | Premier tour |
| Candidats | Candidats              | Étiquette | Voix         | %            |
| --------- | ---------------------- | --------- | ------------ | ------------ |
|           | Pierre Izard (sortant) | PS        | 3 051        | 70,42 %      |
|           | Jean Ramade            | UDR       | 700          | 16,15 %      |
|           | Pierre Caumont         | PCF       | 582          | 13,43 %      |

## Élection cantonale de 1992
|  | Pierre Izard (sortant) | PS        | 3015 | 53,04 % |  |  |
|  | Henri Arévalo          | Les Verts | 533  | 9,38 %  |  |  |
|  | Catherine Ricalens     | FN        | 526  | 9,26 %  |  |  |
|  | Bernard Brousse        | RPR - UDF | 1110 | 19,53 % |  |  |
|  | Georges Picard         | PCF       | 298  | 5,24 %  |  |  |
|  | Christian Dancal       | DVD       | 202  | 3,55 %  |  |  |
|  |                        |           |      |         |  |  |

## Élection cantonale de 1998
| Candidats | Candidats              | Étiquette                            | Premier tour | Premier tour |
| Candidats | Candidats              | Étiquette                            | Voix         | %            |
| --------- | ---------------------- | ------------------------------------ | ------------ | ------------ |
|           | Pierre Izard (sortant) | PS-PRG                               | 3 809        | 74,96 %      |
|           | M.Walmer               | FN-MNR (soutenu par RPR -MPF - UDF ) | 735          | 14,46 %      |
|           | George Picard          | PCF- LO                              | 537          | 10,56 %      |

## Élection cantonale de 2004
|                | Pierre Izard (sortant) | PS-PRG-LGM     | 3 711 | 59,97 %               |  |  |
|                | Jean-Guillaume Jamin   | UMP--MPF-CPNT  | 951   | 15,35 %               |  |  |
|                | Françoise Moreau       | FN-MNR         | 516   | 8,33 %                |  |  |
|                | Pierre Virgoleux       | EÉLV-PO        | 443   | 7,15 %                |  |  |
|                | George Picard          | PCF            | 275   | 4,44 %                |  |  |
|                | Patrice Grondard       | LO-POI-NPA     | 186   | 3 %                   |  |  |
|                |                        |                |       |                       |  |  |
|                | David Doumeng          | Extrême-gauche | 109   | 1,76 %                |  |  |
|                |                        |                |       |                       |  |  |
| Inscrits       | Inscrits               | Inscrits       | 8 637 | 100 %                 |  |  |
| Abstentions    | Abstentions            | Abstentions    | 2 150 | 24,89 %               |  |  |
| Votants        | Votants                | Votants        | 6 487 | 75,11 %               |  |  |
| Blancs et nuls | Blancs et nuls         | Blancs et nuls | 291   | 4,49 % (des votants)  |  |  |
| Exprimés       | Exprimés               | Exprimés       | 6 196 | 95,51 % (des votants) |  |  |

## Élection cantonale de 2011
|                | Pierre Izard (sortant) | PS-PRG-LGM        | 3 319 | 60,59 %               |  |  |
|                | Julien Faessel         | EÉLV-PO           | 712   | 13,00 %               |  |  |
|                | Gilles Gonzalez        | FN-MNR            | 709   | 12,94 %               |  |  |
|                | Jean-Guillaume Jamin   | UMP-PR-MPF-CPNT   | 433   | 7,90 %                |  |  |
|                | Chantal Picard-Sigure  | PCF (allié au FG) | 242   | 4,44 %                |  |  |
|                | David Coste            | LO-POI-NPA        | 62    | 1,13 %                |  |  |
|                |                        |                   |       |                       |  |  |
| Inscrits       | Inscrits               | Inscrits          | 9 636 | 100 %                 |  |  |
| Abstentions    | Abstentions            | Abstentions       | 3 999 | 41,50 %               |  |  |
| Votants        | Votants                | Votants           | 5 637 | 58,50 %               |  |  |
| Blancs et nuls | Blancs et nuls         | Blancs et nuls    | 159   | 2,82 % (des votants)  |  |  |
| Exprimés       | Exprimés               | Exprimés          | 5 478 | 97,18 % (des votants) |  |  |